# Kou He (vattendrag i Kina)
Kou He är ett vattendrag i Kina. Det ligger i provinsen Liaoning, i den nordöstra delen av landet, omkring 100 kilometer nordost om provinshuvudstaden Shenyang.
Genomsnittlig årsnederbörd är 1 061 millimeter. Den regnigaste månaden är augusti, med i genomsnitt 233 mm nederbörd, och den torraste är januari, med 10 mm nederbörd.